# Aire líquid
L' aire líquid  està compost d'aire que ha estat liquat mitjançant aplicació d'alta compressió en pistons i posteriorment refredat a molt baixes temperatures. Ha de ser conservat en un vas Dewar a temperatura ambient, l'aire líquid absorbeix ràpidament la calor i és aquesta la raó per la qual es converteix ràpidament al seu estat gasós. S'empra generalment en la refrigeració d'altres substàncies, així com a font de nitrogen, oxigen, argó, i altres gasos inerts.

## Propietats
L'aire líquid té una densitat d'aproximadament 870 kg/m  3 , encara que aquesta densitat nominal pot ser diferent en molts casos depenent de la composició elemental de l'aire. Ja que com l'aire gasós té un 78% de volum de nitrogen i un 21% d'oxigen, la densitat de l'aire líquid en composició estàndard és calculada tenint en compte la composició decimal de les densitats en estat líquid dels respectius components de l'aire líquid.
El punt de fusió és -216.2 °C i el punt d'ebullició és -194.35 °C.

## Producció de l'aire líquid
Hi ha diversos processos per a la destil·lació de l'aire líquid, però un dels més comuns i emprats amb més freqüència per la indústria és el cicle de dues columnes de Carl von Linde que empra l'efecte Joule-Thomson. En aquest mètode l'aire és injectat a alta pressió> 60 psig (520 kPa) a la columna inferior, i és separat en nitrogen pur i una alta concentració d'oxigen, ambdós en estat líquid. El líquid a temperatura molt baixa i obtingut a la columna inferior és injectat a la columna superior que opera a una pressió baixa <10 psig (170 kPa), en ella passa la separació final entre el nitrogen pur i l'oxigen pur. Se sol treure el gas argó del mitjà de la segona columna per a posteriors purificacions. S'obtenen així l'aire líquid en els anomenats cicles de Linde (isentàlpic) i de Claude (isentròpic).

## Usos
Els usos més freqüents de l'aire líquid són la refrigeració industrial (per exemple es fa servir per refrigerar els dispositius de superconductivitat) i de dispositius de laboratori (fonamentalment detectors i càmeres d'infraroig, detectors, etc.), Alguns inventors com l'enginyer francès Guy Negre que figura com a l'inventor d'un automòbil que es propulsa amb aire líquid, aplicacions diverses de criònica, l'obtenció d'oxigen i nitrogen i alguns gasos nobles (tots ells en estat líquid). Posseeix a més diversos usos en medicina, esterilització d'instruments.